# Tornade sauteuse
Une tornade sauteuse est une tornade (ou une série de tornades selon certains) dont la trajectoire de dommages est discontinue.

## Description
Le saut est un terme historiquement utilisé pour décrire les ruptures dans la trajectoire des dommages de ce qui est considéré comme une tornade de plus longue durée. Il y a plusieurs causes possibles à ce phénomène :
- La tornade se soulève de la surface (ce qui, techniquement, en fait deux tornades distinctes)[3] ;
- La tornade traverse une zone où il n'y a pas de structures ou de végétation susceptibles d'être endommagées[3] ;
- La tornade faiblit temporairement de sorte que les vents sont en dessous du seuil d'endommagement des structures ou de la végétation[3].

## Explications
Quand une tornade commence à se développer, il peut y avoir de petites discontinuités des dommages en raison d'interruptions du contact du tourbillon avec celle-ci ou de sa faiblesse, même si le mésocyclone parent (et éventuellement une circulation tornadique en altitude) est continu. La trajectoire est alors souvent, mais pas toujours, considérée comme celle d'une seule tornade.
La découverte de la genèse de tornades cycliques avec certains orages supercellulaires, a permis de déduire que des tornades successives peuvent se former sous de nouveaux mésocyclones et que la série résultante de tornades est appelée une famille de tornades. Habituellement, seules les tornades émanant de nouveaux mésocyclones (c'est-à-dire un nouveau cycle de tornadogenèse et d'un nouveau nuage-mur) sont comptées comme des tornades séparées même s'y elles donnent l'impression d'un « saut » également.
Finalement, avant qu'il ne soit reconnu que les tornades peuvent être multivortex, le phénomène a également provoqué une confusion à la fois lors d'une tornade et pour l'étude des traînées d'endommagement. Des tornades satellites à la tornade principales se déplacent alors hors de la trajectoire commune et peuvent donner l'impression de sauter.